# U.S. Marshals (film)
U.S. Marshals is een Amerikaanse actiefilm annex thriller uit 1998 van Stuart Baird met in de hoofdrollen onder meer Tommy Lee Jones en Wesley Snipes. De film is een vervolg op The Fugitive uit 1993, waarin Tommy Lee Jones ook al de rol van Samuel Gerard vertolkte. Harrison Ford is echter niet te zien in U.S. Marshals.

## Verhaal
Twee agenten van de Diplomatic Security Service (DSS) die een geval van spionage onderzoeken, worden doodgeschoten in een gebouw van de Verenigde Naties in New York. Dader Mark Roberts (Wesley Snipes) is gefilmd, maar ontsnapt. Zes maanden later wordt hij voor een lichter vergrijp gearresteerd. Samen met andere gevangenen wordt Roberts, begeleid door U.S. Marshal Samuel Gerard (Tommy Lee Jones), naar New York gevlogen. Tijdens de vlucht doet een van de criminelen een moordpoging, waardoor een gat in een raam ontstaat en het vliegtuig een noodlanding moet maken. Roberts ontsnapt en begint de Chinese diplomaat en spion Xian Chen (Michael Paul Chan) te schaduwen. Gerard krijgt assistentie van DSS-medewerker John Royce (Robert Downey jr.), maar al snel blijkt dat de DSS gelogen heeft over Roberts' betrokkenheid.

## Rolverdeling
| Acteur             | Personage                    | Opmerkingen                               |
| ------------------ | ---------------------------- | ----------------------------------------- |
| Tommy Lee Jones    | Samuel Gerard                | medewerker United States Marshals Service |
| Wesley Snipes      | Mark Roberts/Warren/Sheridan |                                           |
| Robert Downey jr.  | John Royce                   | medewerker Diplomatic Security Service    |
| Patrick Malahide   | Bertram Lamb                 | manager Diplomatic Security Service       |
| Joe Pantoliano     | Cosmo Renfro                 | medewerker United States Marshal Service  |
| Tom Wood           | Noah Newman                  | medewerker United States Marshal Service  |
| LaTanya Richardson | Savannah Cooper              | medewerker United States Marshal Service  |
| Daniel Roebuck     | Bobby Biggs                  | medewerker United States Marshal Service  |
| Michael Paul Chan  | Xian Chen                    | Chinees cultureel attaché annex spion     |
| Irène Jacob        | Marie Bineaux                | Marks vriendin                            |